# علي رياض
علي محمد رياض (6 يونيو 1904 – 31 يناير 1978) كان لاعب كرة قدم مصري لعب كمهاجم. لعب لصالح نادي الزمالك، ومثل مصر أيضًا كمهاجم في كل من الألعاب الأولمبية الصيفية لعامي 1924 و1928. كان جزءًا من فريق الزمالك الذي فاز بكأس السلطان حسين عام 1921، وهي أول كأس في كرة القدم المصرية.

## الإنجازات
الزمالك
- كأس مصر: 1922، 1935
- دوري منطقة القاهرة: 1922–23، 1933–34
- كأس السلطان حسين: 1921، 1922
- كأس الملك فؤاد: 1934

السكة
- دوري منطقة القاهرة: 1923–24، 1925–26
- كأس السلطان حسين: 1924

الترسانة
- كأس مصر: 1929
- كأس السلطان حسين: 1928، 1930

مصر
- الألعاب الأولمبية الصيفية المركز الرابع: 1928

## روابط خارجية
- علي رياض علي موقع أوليمبيديا (الإنجليزية)